# Helga Molander
Helga Molander (urodzona jako Ruth Werner 19 marca 1896 w Królewskiej Hucie, zmarła w 1986) – niemiecka aktorka, matka Hansa Eysencka.

## Filmografia[1]
| - 1918: Im Zeichen der Schuld - 1919: Der Weg der Grete Lessen - 1919: Die Rache ist mein - 1919: Verrat und Sühne - 1919: Anders als die Andern - 1920: Die Spieler - 1920: Der Ruf aus dem Jenseits - 1920: Weltbrand - 1921: Amor am Steuer - 1921: Sappho - 1921: Opfer der Liebe - 1922: Die Asphaltrose | - 1922: Die sündige Vestalin - 1922: Der alte Gospodar - 1923: Bob und Mary - 1923: Der Mann mit der eisernen Maske - 1925: Wenn Du eine Tante hast - 1925: Der Mann, der sich verkauft - 1925: Die drei Portiermädel - 1926: Die drei Mannequins - 1926: Der Mann ohne Schlaf - 1927: Die Tragödie eines Verlorenen - 1928: Königin Luise (2 części) - 1928: Die Sache mit Schorrsiegel |